# جایزه بزرگ ایتالیا ۱۹۵۷
جایزه بزرگ ایتالیا ۱۹۵۷ (انگلیسی: ‎1957 Italian Grand Prix‎) یک مسابقهٔ موتوری در رشتهٔ اتومبیل‌رانی فرمول یک بود که در تاریخ ۸ سپتامبر ۱۹۵۷ در پیست ناتزیوناله مونتزا واقع در مونتزا، ایتالیا برگزار شد. این گراند پری در میان ۸ گراند پری در فصل ۱۹۵۷، مسابقهٔ شمارهٔ ۸ بود.
در این مسابقه که در ۸۷ دور و به مسافت ۵۰۰٫۲۵ کیلومتر (۳۱۰٫۸۴۱ مایل) برگزار شد، پول پوزیشن توسط استوارت لوییس-اوانز کسب شد و سریع‌ترین زمان برای طی یک دور پیست که برابر با ۱:۴۳٫۷ بود نیز توسط تونی بروکز به ثبت رسید.
استیرلینگ ماس از تیم ون‌وال، خوان مانوئل فانخیو از تیم مازراتی و ولفگانگ فون تریپس از تیم فراری به‌ترتیب مقام‌های اول تا سوم مسابقه را کسب کردند.

## رده‌بندی قهرمانی پس از مسابقه
| رده‌بندی قهرمانی رانندگان \| \| جایگاه \| راننده \| امتیاز \| \| -------- \| ------ \| ------------------ \| ------ \| \| \| ۱ \| خوان مانوئل فانخیو \| ۴۰ \| \| \| ۲ \| استیرلینگ ماس \| ۲۵ \| \| \| ۳ \| لوییجی موسو \| ۱۶ \| \| \| ۴ \| مایک هاثورن \| ۱۳ \| \| \| ۵ \| تونی بروکز \| ۱۱ \| \| منبع:[۱] \| \| \| \| |        |                    |        |
| | جایگاه | راننده             | امتیاز |
| | ۱      | خوان مانوئل فانخیو | ۴۰     |
| | ۲      | استیرلینگ ماس      | ۲۵     |
| | ۳      | لوییجی موسو        | ۱۶     |
| | ۴      | مایک هاثورن        | ۱۳     |
| | ۵      | تونی بروکز         | ۱۱     |
| منبع: |        |                    |        |

یادداشت
- تنها پنج جایگاه نخست از هر رده‌بندی نمایش داده شده‌است.